# Kościół Zmartwychwstania Pańskiego w Jasienicy
Kościół Zmartwychwstania Pańskiego w Jasienicy – kościół ewangelicko-augsburski w Jasienicy, w województwie śląskim w Polsce. Należy do parafii ewangelicko-augsburskiej w Jaworzu.

## Historia
Cmentarz ewangelicki w Jasienicy został założony w 1857 r.. Do budowy kaplicy cmentarnej przystąpiono w 1890 r., a ukończona i poświęcona została 8 września 1891 r.
W 1899 r. w kaplicy zawieszono dzwony, wstawiono również ołtarz, ambonę i organy, będące darem zboru w Opawie.
W czasie I wojny światowej dzwony zostały zabrane i przetopione na cele wojskowe. Nowe dzwony zakupiono w 1921 r.
Do rozbudowy kaplicy na kościół doszło w 1934 r. Przedłużono wtedy jej nawę oraz podwyższono wieżę.
Podczas II wojny światowej świątynia została zdewastowana, zabrano dzwony oraz zniszczono organy.
Do odbudowy kościoła doszło w 1959 r.. Przeprowadzono też remont wieży, fasady i dachu. Ponownego poświęcenia dokonał 6 września 1987 r. biskup Janusz Narzyński, wtedy też nadano mu imię Zmartwychwstania Pańskiego